# Râmnicu Vâlcea
Râmnicu Vâlcea of Rîmnicu Vîlcea is de hoofdstad van de provincie Vâlcea en heeft een bevolking van 107.656 (2000). De stad ligt aan de voet van de Karpaten aan de rivier de Olt. 
Onder het bestuur van de stad vallen ook de volgende dorpen: Aranghel, Căzănești, Copăcelu, Dealu Malului, Fețeni, Goranu, Lespezi, Poenari, Priba, Râureni, Săliștea, Stolniceni and Troian. Goranu, Fețeni, Lespezi en Săliștea werden apart bestuurd onder de naam Goranu tot 1996. Sindsdien vallen ook die dorpen onder het stadsbestuur van Râmnicu Vâlcea.
In deze stad werd tijdens de Walachijse Revolutie 29 juli 1848 het Roemeense volkslied Deșteaptă-te, române! voor het eerst gezongen.

## Geboren
- Florin Cîțu (1972), politicus
- Ionela Târlea-Manolache (1976), atlete
- Raul Rusescu (1988), voetballer
- Maria Marinela Mazilu (1991), skeletonster
- Laurențiu Brănescu (1994), voetballer